# Taslima Nasrin
Taslima Nasrin, född 25 augusti 1962 i Mymensingh, är en bangladeshisk författare. 
Hon har gjort sig känd för sitt arbete för jämställdhet och flera av hennes böcker handlar om förtrycket av religiösa minoriteter i länder dominerade av islam. Hon skrev även om detta i ett flertal tidningsartiklar 1993, vilket retade upp fundamentalistiska muslimer, som genom en fatwa krävde att hon skulle avrättas. Efter detta har hon flera gånger hotats och hon har tvingats leva i exil sedan 1994. Hon har bland annat bott i Stockholm men flyttade senare till Indien, där hon fortsätter att utsättas för hot. År 2007 fick hon flyttas med poliseskort ett flertal gånger och i mars 2008 flydde hon återigen till Europa.

## Böcker i urval

### Romaner
- 1992 – Oporpokkho
- 1992 – Shodh
- 1993 – Nimontron
- 1993 – Phera
- 1993 – Lajja (sv. övers. Lajja - Skammen: en dokumentärroman, 1994)
- 1994 – Bhromor Koio Gia
- 2002 – Forashi Premik
- 2009 – Shorom

## Utmärkelser i urval
- 1994 – Sacharovpriset
- 1994 – Tucholskypriset
- 1995 – Monismanienpriset
- 2004 – UNESCO-Madanjeet Singh Prize for the Promotion of Tolerance and Non-Violence
- 2008 – Simone de Beauvoir-priset
- 2014 – Ingemar Hedenius-priset